# Carex arapahoensis
Carex arapahoensis är en halvgräsart som beskrevs av Ira Waddell Clokey. Carex arapahoensis ingår i släktet starrar, och familjen halvgräs. Inga underarter finns listade i Catalogue of Life.